# 2200-talet
Denna artikel handlar om seklet 2200-talet, åren 2200-2299. För decenniet 2200-talet, åren 2200-2209, se 2200-talet (decennium).
2200-talet kommer att bli ett sekel som startar 1 januari 2200 och slutar 31 december 2299.

## Händelser
- 2252 - Stockholm fyller 1000 år.
- 22 mars 2285 - Påsken inträffar på det tidigaste möjliga datumet. Sist detta hände var 1818.
- 28 augusti 2287 - Planeterna Mars och jorden kommer att ligga rekordnära varandra, varvid den röda planeten kommer att ha den största skenbara storleken och ljusstyrkan, som den inte haft sedan 27 augusti 2003.[1]

## Fiktiva referenser
- Inom science fiction finns det flera filmer och böcker som utspelas under 2200-talet. Några exempel är de tidigare Star Trek-äventyren (både TV-serier och filmer).